# ان‌جی‌سی ۳۰۲۱
ان‌جی‌سی ۳۰۲۱ (انگلیسی: NGC 3021) نام یک کهکشان در صورت فلکی شیر کوچک است.